# Harsusi
Le harsusi, aussi connu en tant que harsūsī, harsiyyet, hersyet ou encore harsi `aforit, est une langue sémitique parlée à Oman. Les locuteurs habitent en majorité le désert de Jiddat al-Harasis situé au centre du pays. Il est relativement proche du mehri, parlé plus au sud.
Cette langue subarabique moderne fut pour la première fois mentionnée en 1937 dans les travaux du linguiste anglais Bertram Thomas et son livre Four Strange Tongues of South Arabia.